# Shola Ameobi
Shola Foluwashola Ameobi (Zaria, 12. listopada 1981.) je bivši engleski-nigerijski nogometaš rođen u Nigeriji. Nastupao je za Nigeriju. Igrao je na poziciji napadača.
Premda se rodio u Nigeriji od svoje pete godine živi u Newcastleu, nastupio je 20 puta za englesku nogometnu reprezentaciju za igrače do 21 godine starosti i zabio 7 pogodaka.
Ameobijeva dva brata, Tomi i Sammy, također igraju profesionalno nogomet.

## Vanjske poveznice
- Profil na Transfermarktu
- Profil na Soccerbaseu[neaktivna poveznica]